# Bamekok
Bamekok est un village du Cameroun situé dans le département du Haut-Nyong et la région de l'Est, sur la route reliant Doumaintang à Sallé et à Nguelemendouka. Il fait partie de la commune de Doumaintang et du canton de Maka Mboans.

## Population
En 1965-1966, la localité comptait 305 habitants, principalement des Maka. Lors du recensement de 2005 on y dénombrait 308 personnes.